# Kinji Fukasaku
Kinji Fukasaku (深作欣二?, Fukasaku Kinji; Mito, 3 luglio 1930 – Tokyo, 12 gennaio 2003) è stato un regista e scrittore giapponese, conosciuto in occidente in particolare per aver diretto la componente giapponese del film Tora! Tora! Tora! (1970) e il violento Battle Royale (2000).

## Biografia
Nato a Mito, nella prefettura di Ibaraki (nella regione del Kantō). Suo figlio è il regista Kenta Fukasaku.
Nel 1973, Fukasaku diresse un innovativo film sulla Yakuza, Lotta senza codice d'onore (Jingi naki tatakai) conosciuto anche come Le cronache della Yakuza. In quegli anni i film giapponesi sulla Yakuza erano solitamente storie dallo stampo cavalleresco (ninkyo) ambientate nel periodo pre-guerra. L'opera di Fukasaku, oltre ad avere tratti più propri di un documentario che di un film di finzione, era caratterizzata da un'inaudita violenza e dallo svolgimento in una caotica Hiroshima postbellica. Grande successo di pubblico e critica, diede luogo a ben quattro seguiti.
Nel 2000 uscì Battle Royale. Il film ricevette critiche positive e riscosse un grande successo di pubblico, guadagnandosi anche un seguito di culto in tutto il mondo. Divenne un fenomeno culturale, creando il "genere battle royale", un genere narrativo immaginario e/o una modalità di intrattenimento in cui a un gruppo selezionato di persone viene ordinato di uccidersi a vicenda finché non ci sarà un solo sopravvissuto trionfante.
Nel 2003, Quentin Tarantino ha omaggiato Fukasaku nel suo Kill Bill: Volume 1. Il regista ha infatti inserito un'esplicita dedica nella versione giapponese del film, mentre in occidente - alla fine dei titoli di coda - ha detto di aver dedicato il film a Kinji Fukasaku e ad altri registi dello studio Shaw.
Morì a Tokyo a causa di un cancro alla prostata.

## Filmografia parziale
- I gangsters non muoiono nel loro letto (Hakuchu no buraikan) (1961)
- Sparate al drago verde (Gang domei) (1963)
- Kurotokage (1968)
- Kyōkatsu koso waga jinsei (1968)
- Il fango verde (The Green Slime) (1968)
- Kuro bara no yakata (1969)
- Nihon boryoku-dan: Kumicho (1970)
- Tora! Tora! Tora! (1970)
- Bakuto gaijin butai (1971)
- Gendai yakuza - Hitokiri yota (1972)
- Sotto la bandiera del Sol Levante (Gunki hatameku moto ni) (1972)
- Lotta senza codice d'onore (Jingi naki tatakai) (1973)
- La tomba dell'onore (Jingi no hakaba ) (1975)
- Uchu kara no messeji (1978)
- Yagyū Ichizoku no Inbō (1978)
- Ultimo rifugio: Antartide (Fukkatsu no hi) (1980)
- Samurai Reincarnation (Makai Tenshō) (1981)
- Kamata kōshinkyoku (1982)
- Dōtonborigawa (1982)
- Satomi hakken-den (1983)
- Tokyo Gang (Itsuka giragirasuruhi) (1992)
- Battle Royale (Batoru Rowaiaru) (2000)
- Battle Royale II: Requiem (Batoru Rowaiaru II: Chinkonka) (2003)